# Stowarzyszenie Orkiestr Poznańskich
Stowarzyszenie Orkiestr Poznańskich (niem. Posener Orchestervereinigung) – niemieckie stowarzyszenie orkiestrowe z Poznania.
Organizacja została utworzona w 1903 w wyniku połączenia pruskich kapel wojskowych 47. Pułku Piechoty i 5. Pułku Artylerii. Inicjatorami jej założenia byli: Paul Geisler, Arthur Sass, Leo Służewski, Heinrich Kirschner i Oskar Hackenberger. Orkiestra stowarzyszenia liczyła siedemdziesięciu muzyków, prezentowała wysoki poziom artystyczny i dawała po sześć koncertów symfonicznych w sezonach zimowych (do 1914). Była orkiestrą teatralną w Teatrze Miejskim. Koncertami dyrygowali: Paul Geisler, Arthur Sass oraz Adolf Berdien. Występowano w teatrze Apollo, jak również w sali Lamberta. Stowarzyszenie było też organizatorem występów wybitnych solistów w Poznaniu.